# 迷你歐洲
迷你歐洲（Mini-Europe）是位於比利時布魯塞爾的一座迷你模型公園，所有模型按照25分之1的比例製作。迷你歐洲包括了歐洲80個城市約350棟建築的模型。其中不乏模型（如維蘇威火山）等會動。公園面積24000平方公尺，投資約1000萬歐元。開業於1989年。

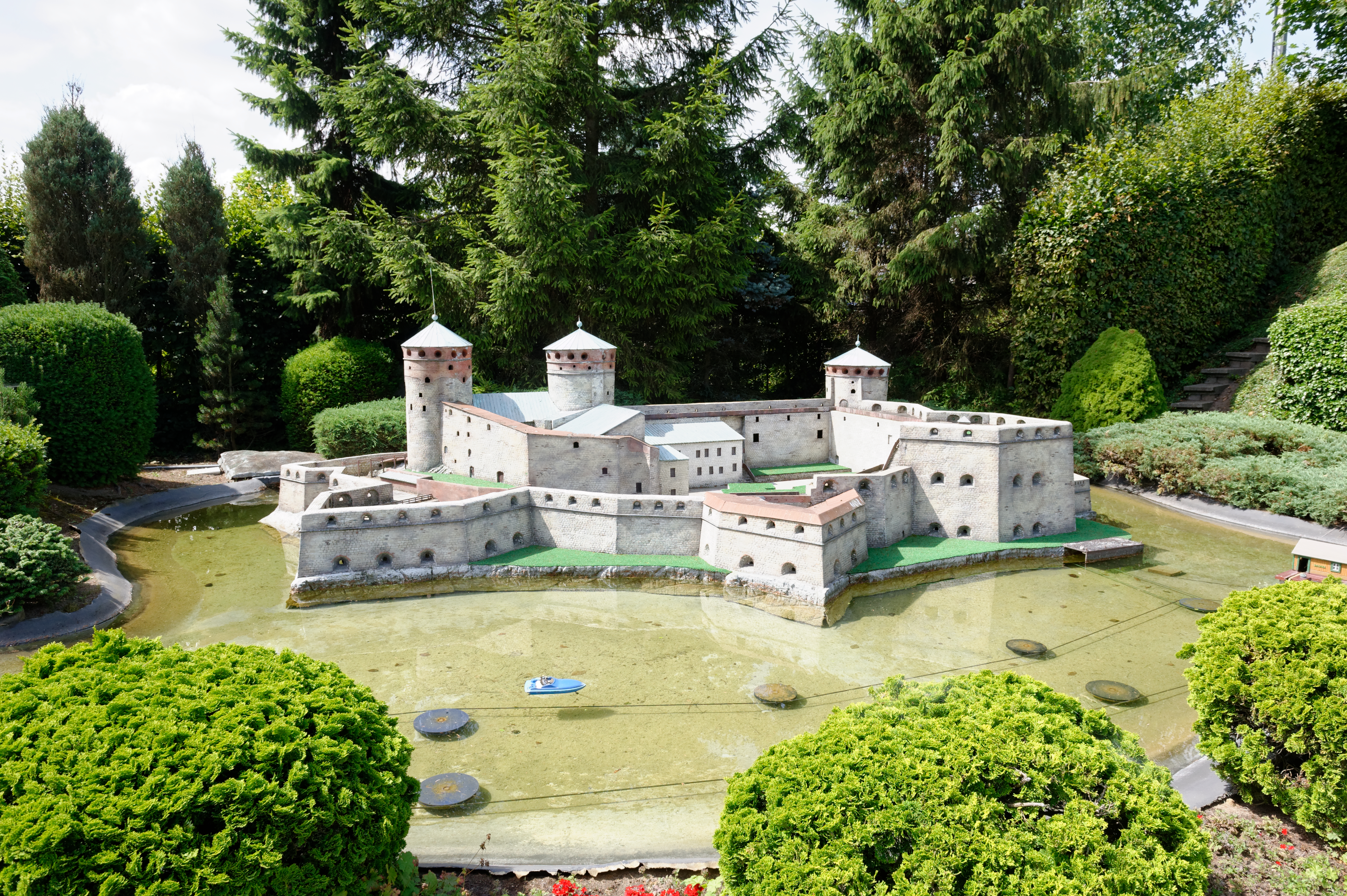
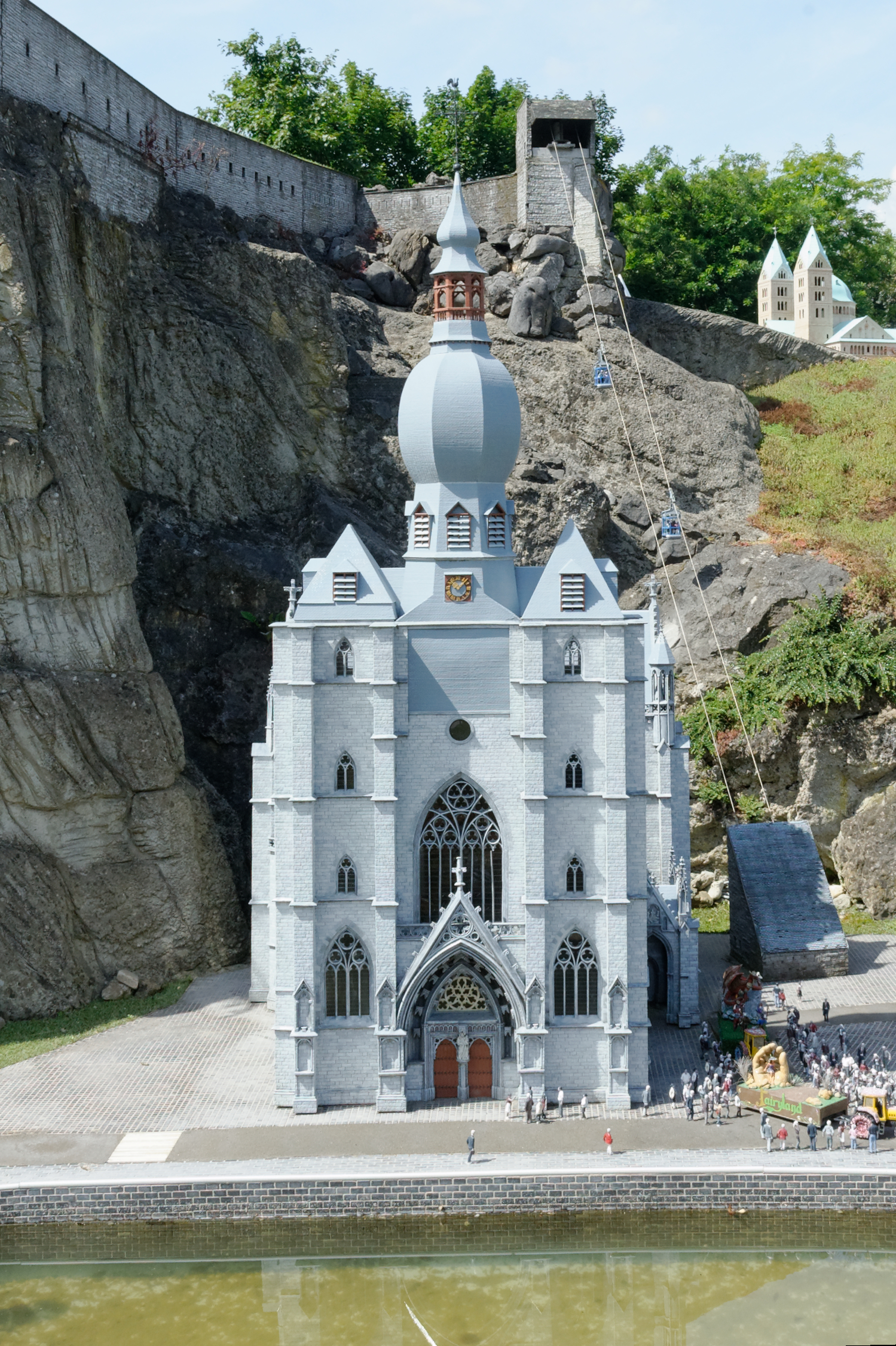
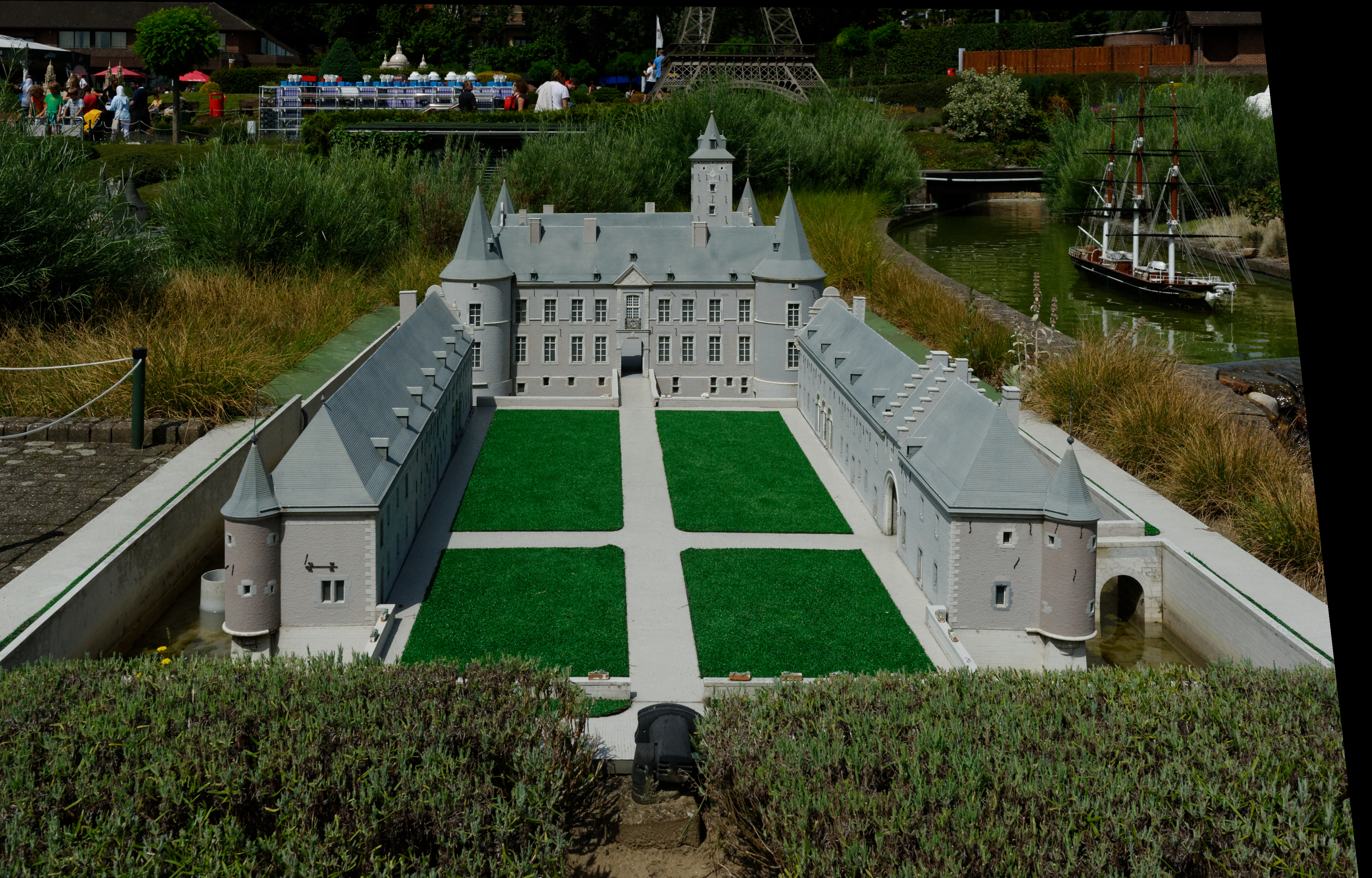
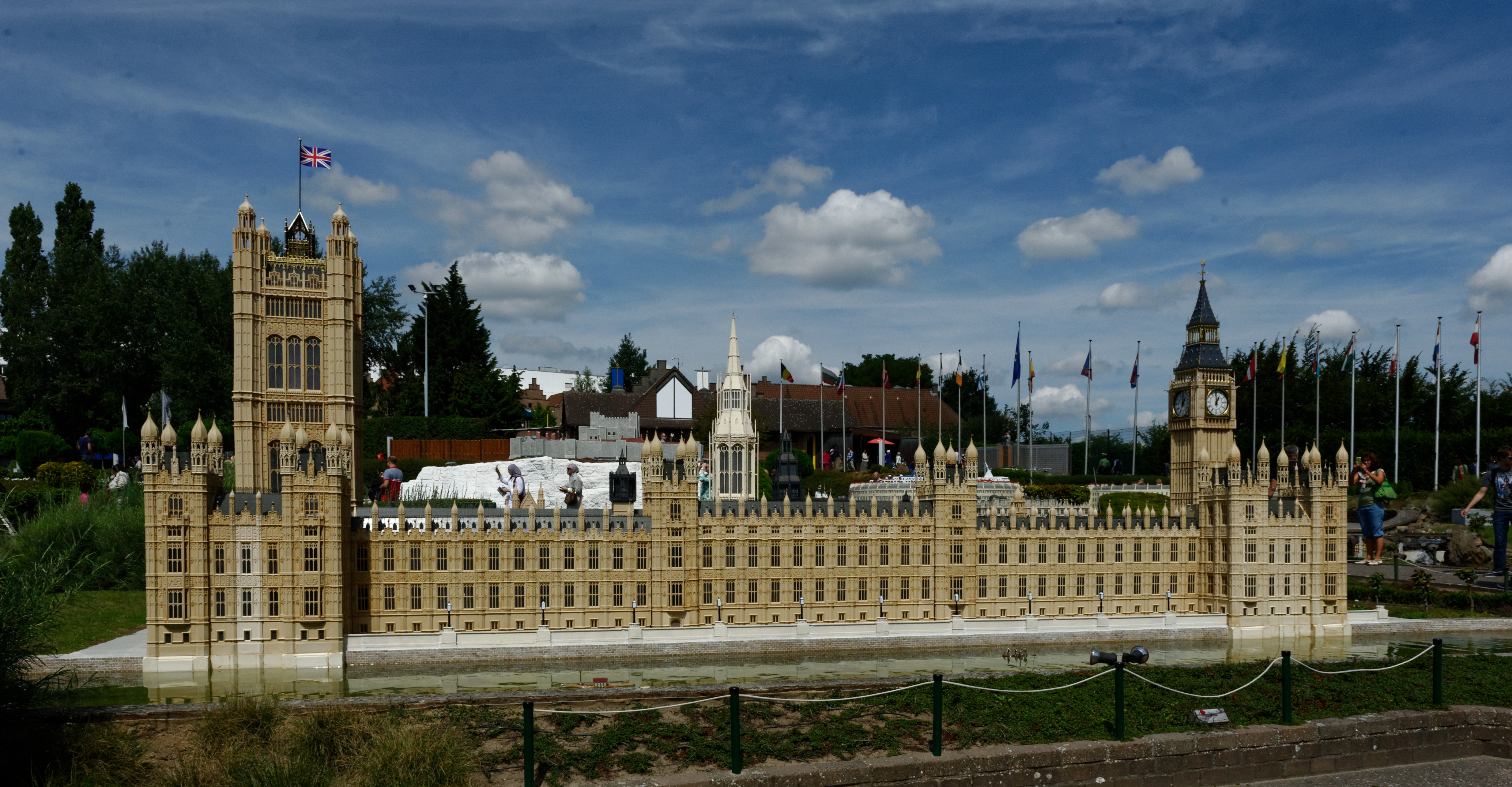
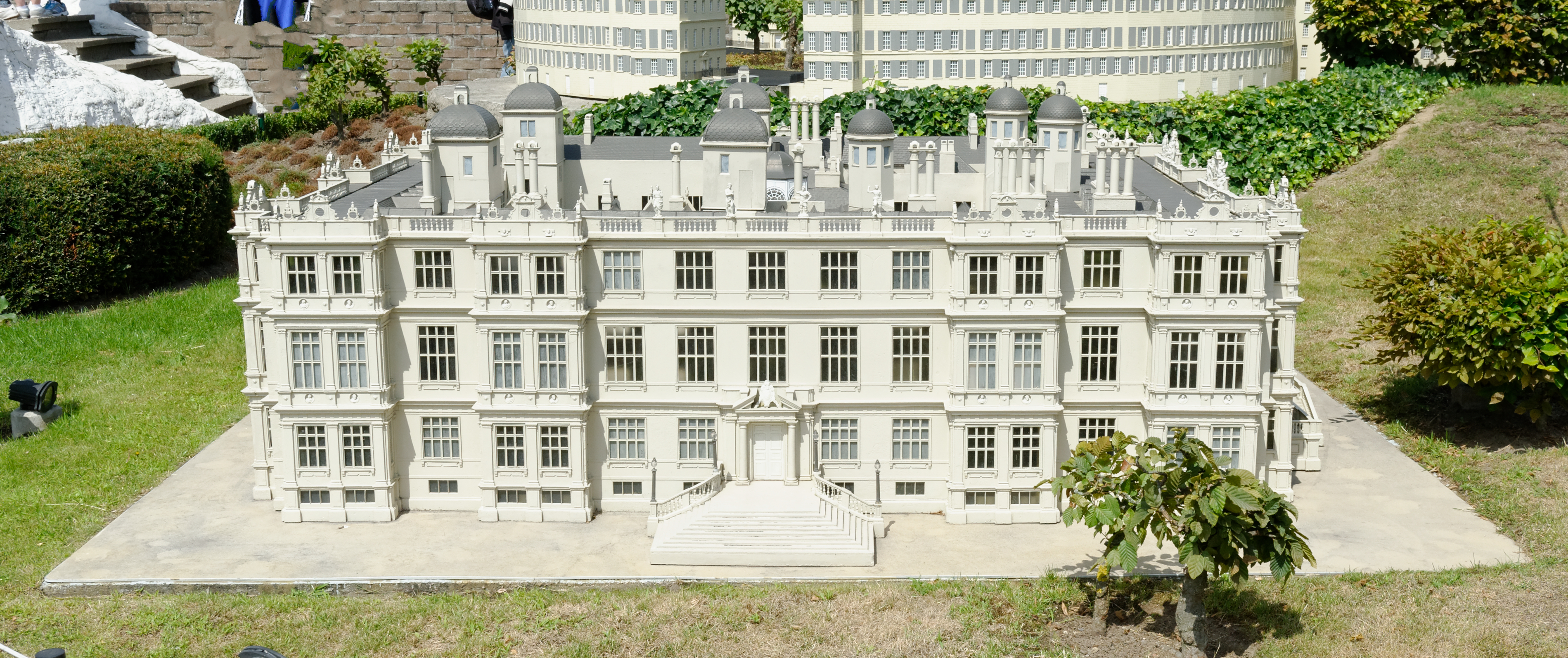
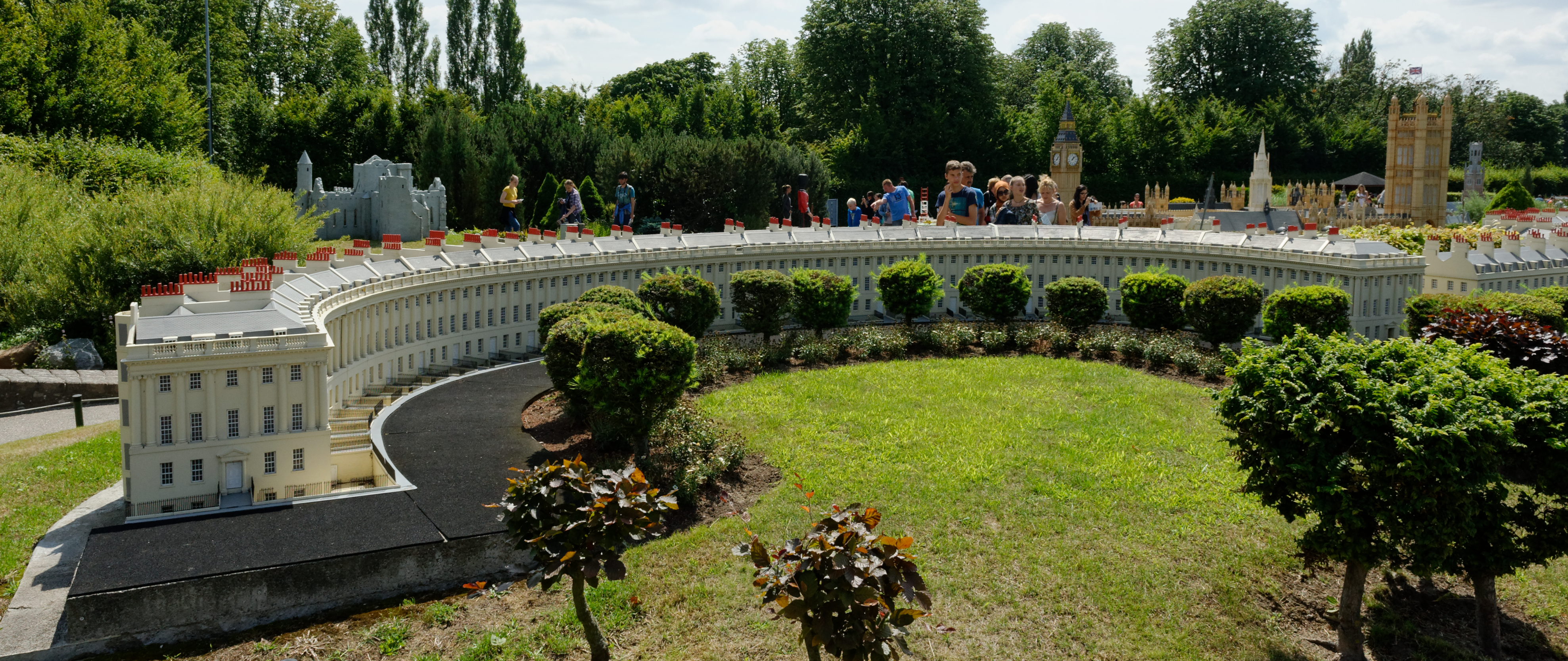
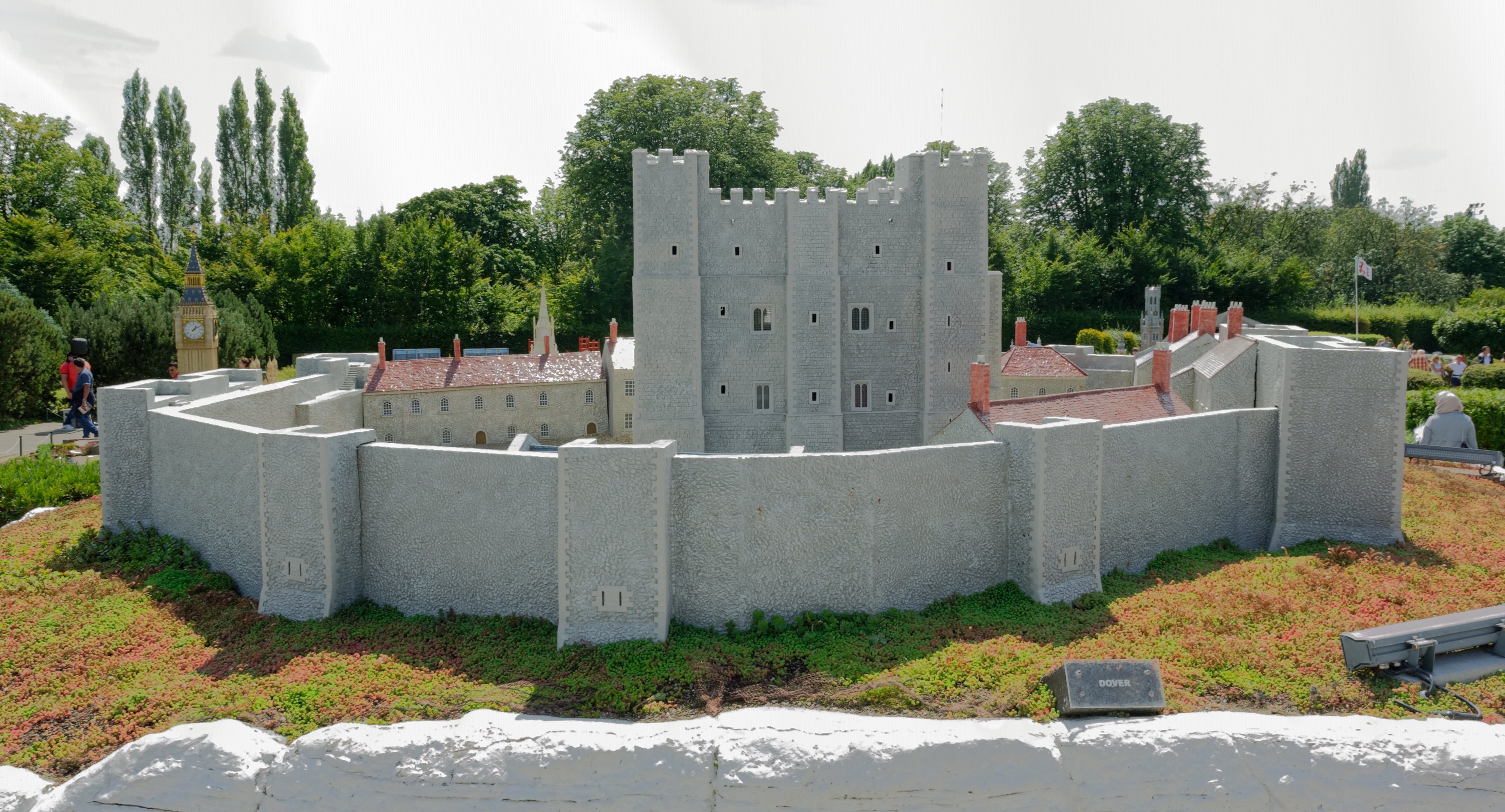
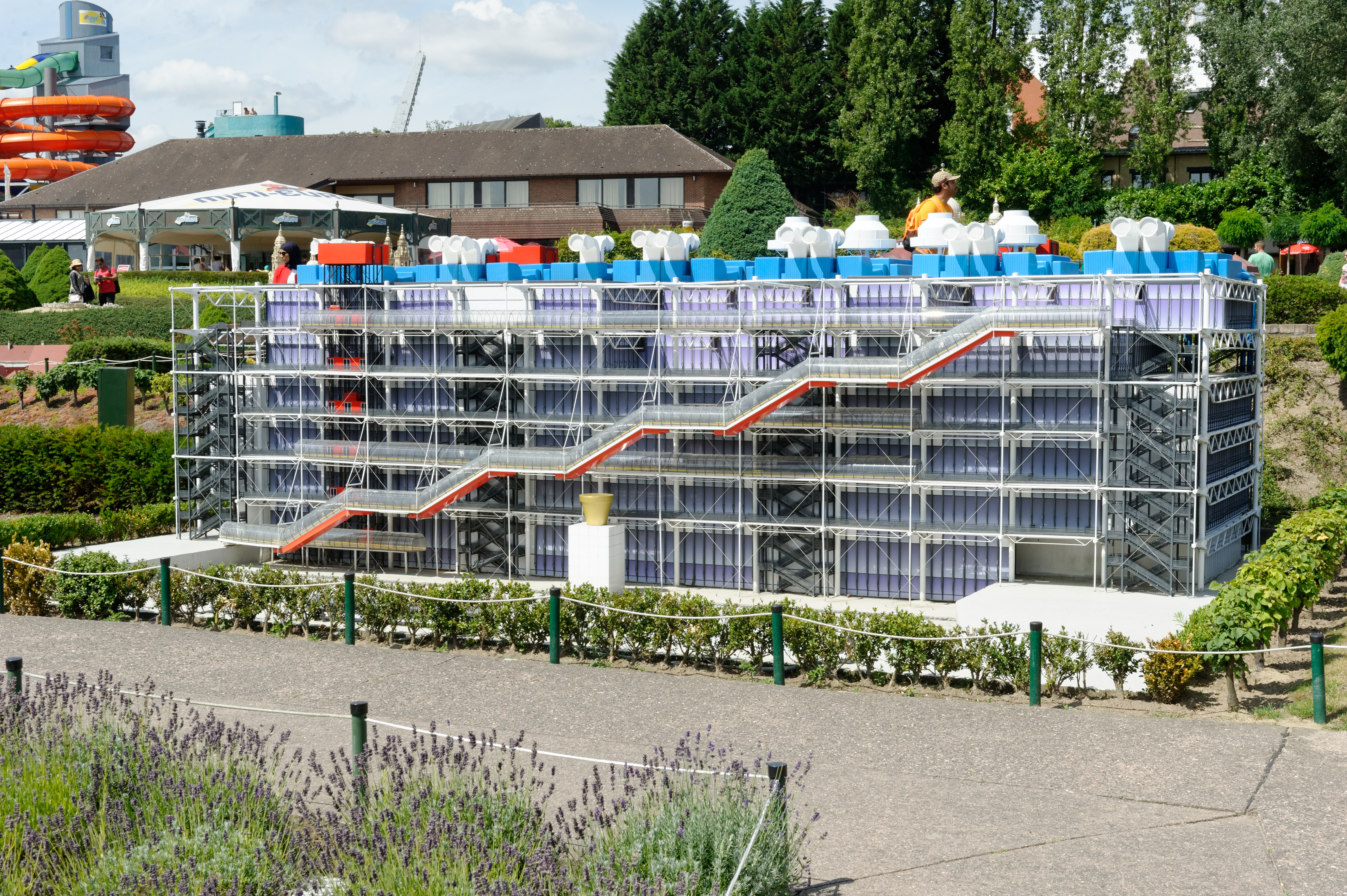
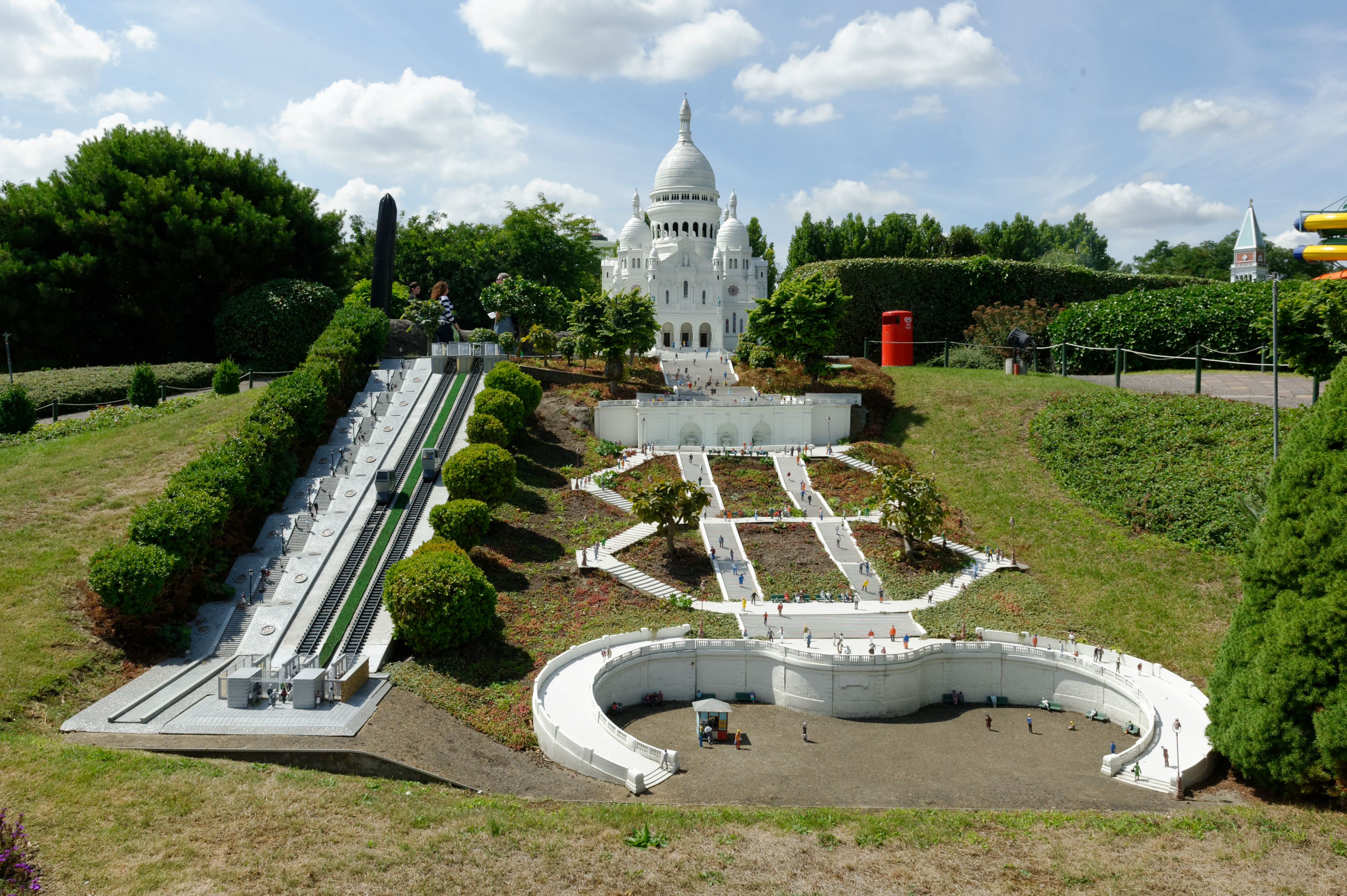
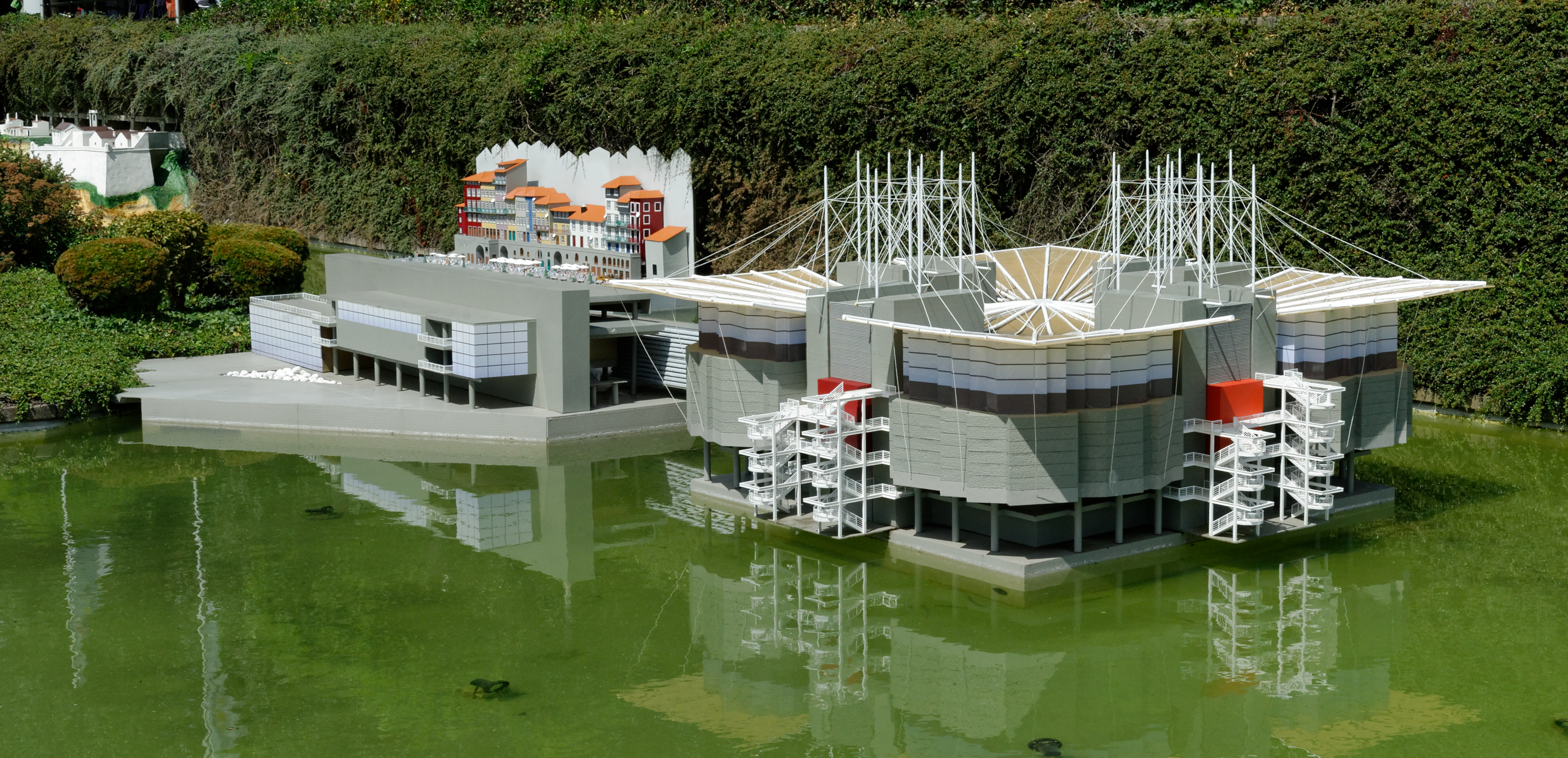
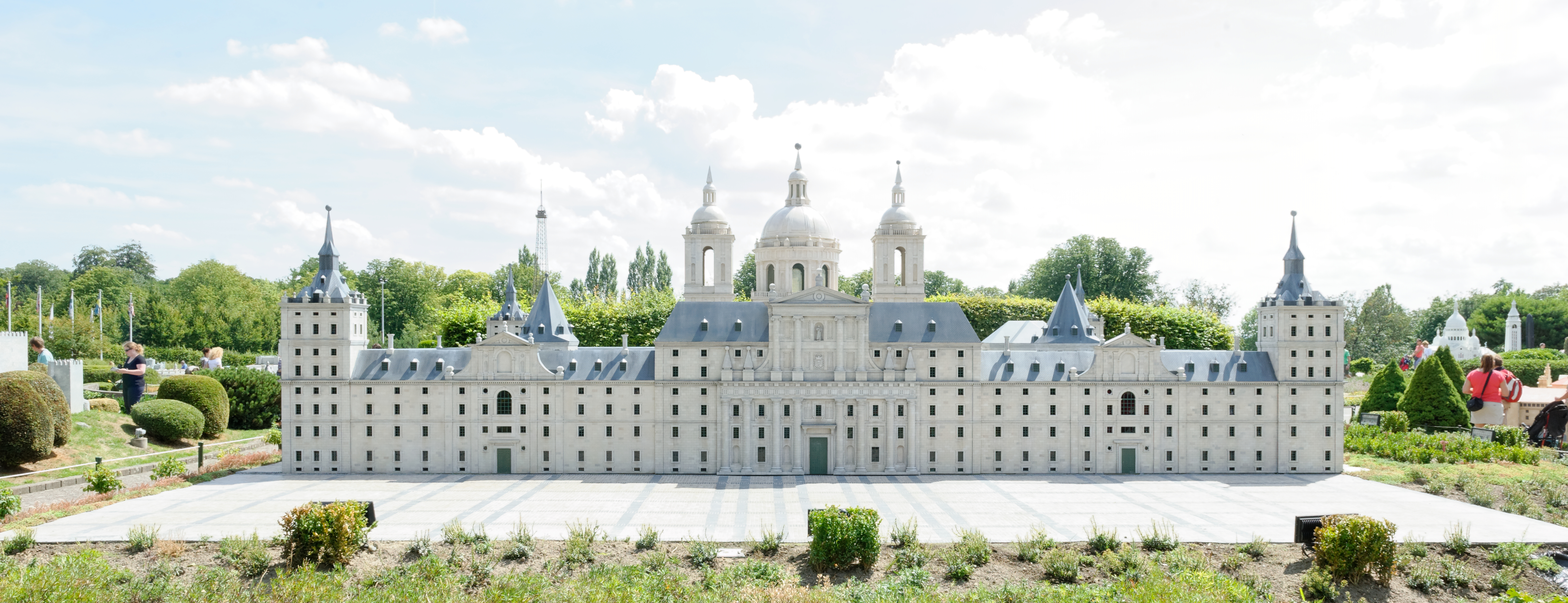
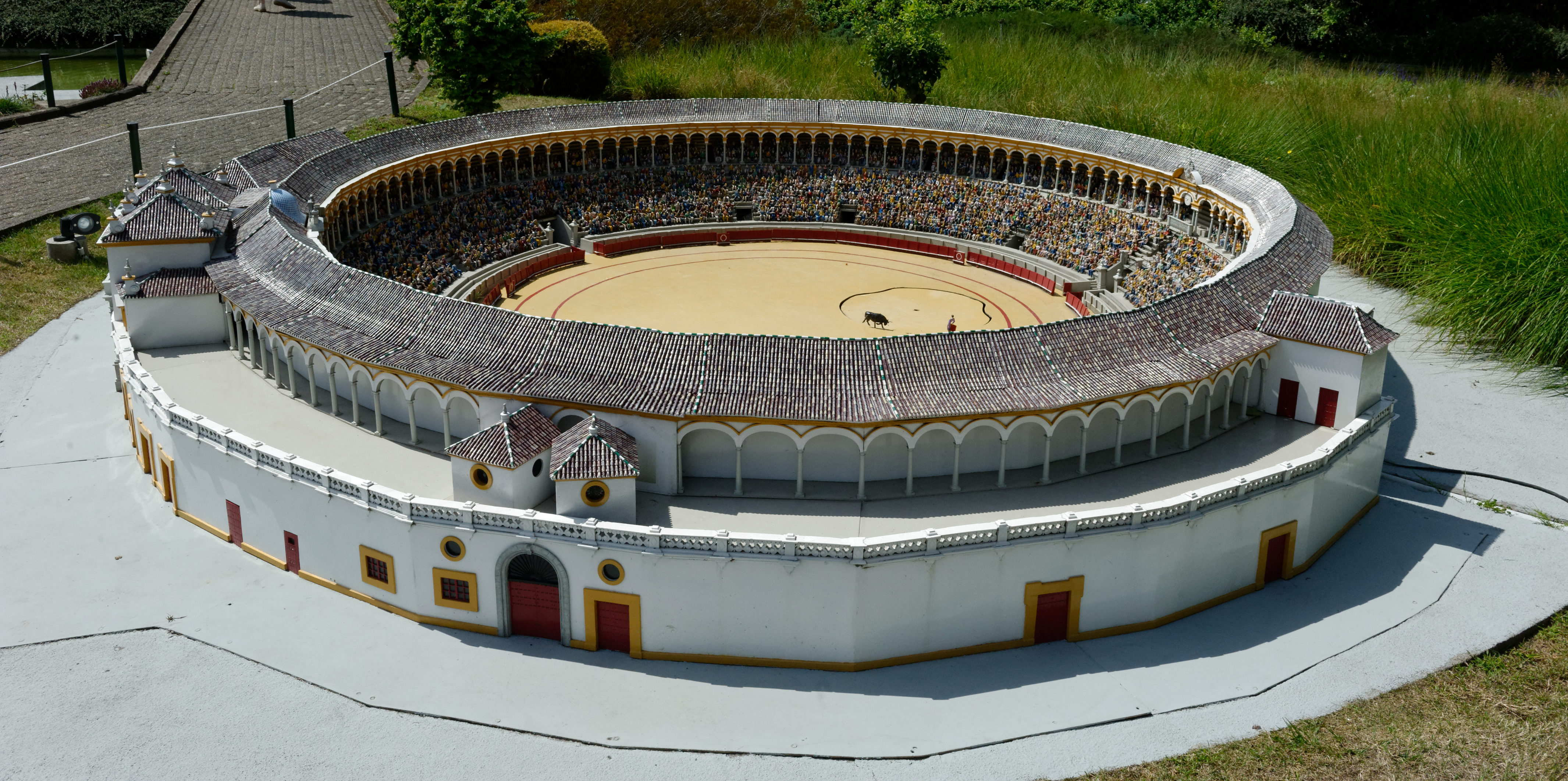
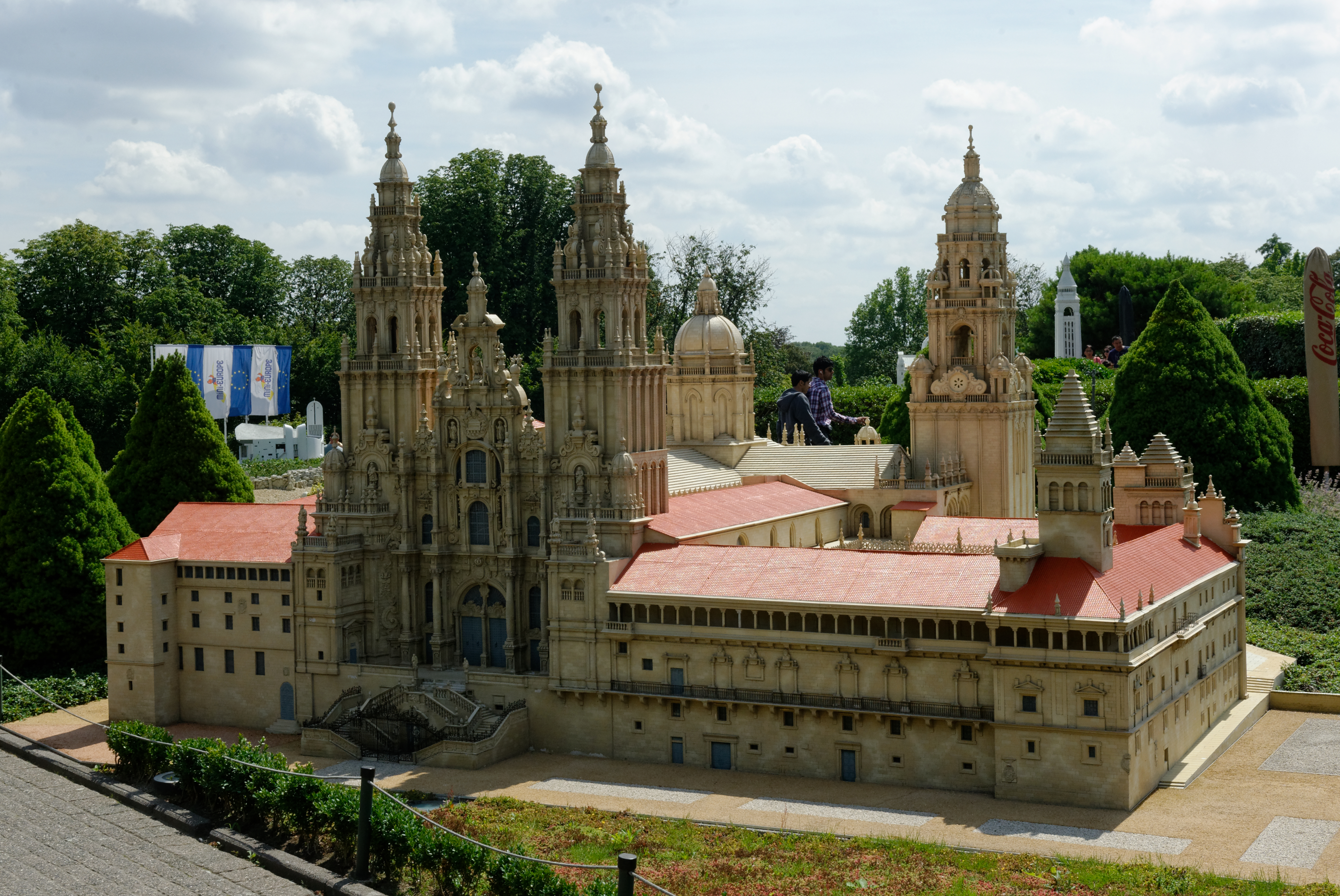
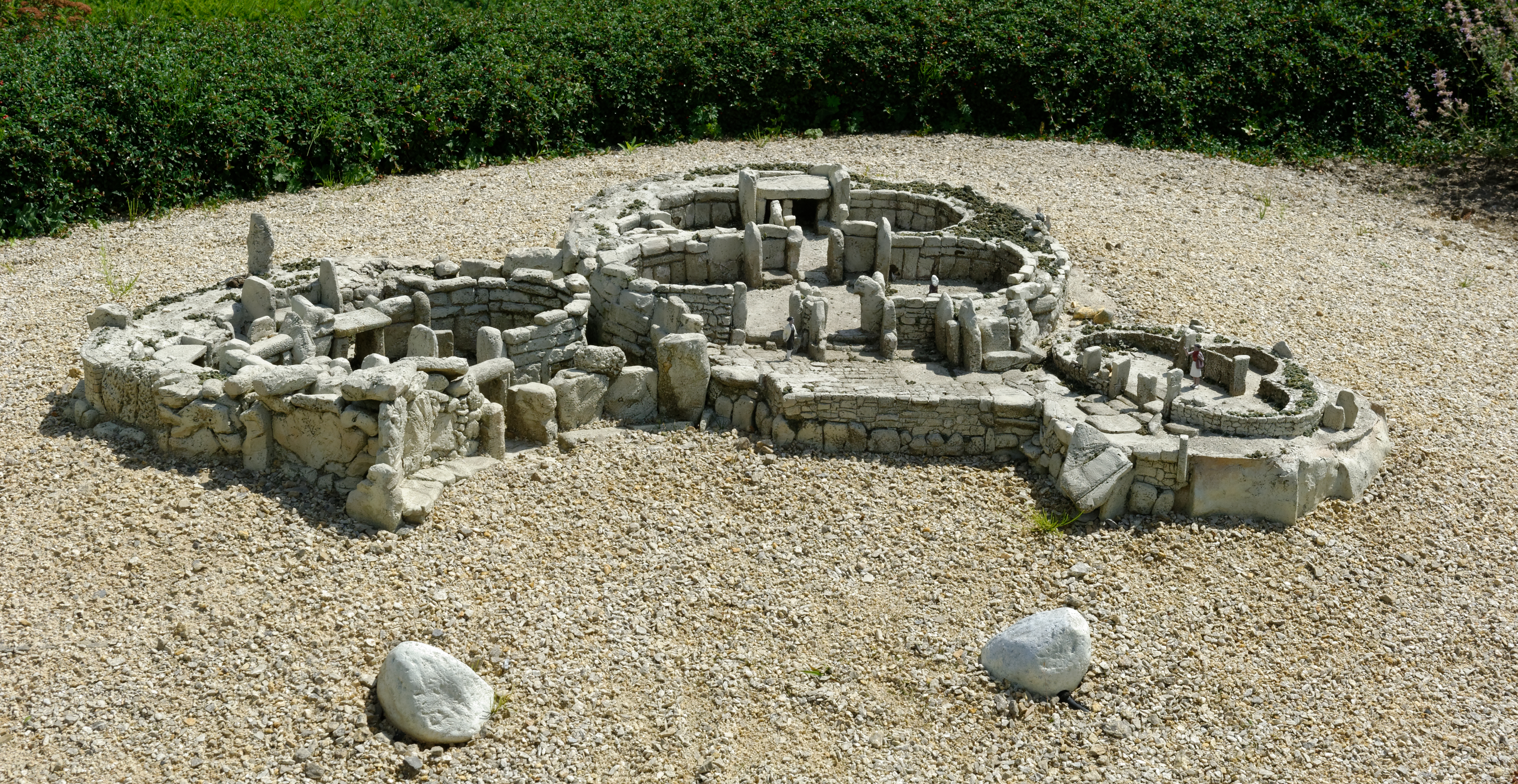
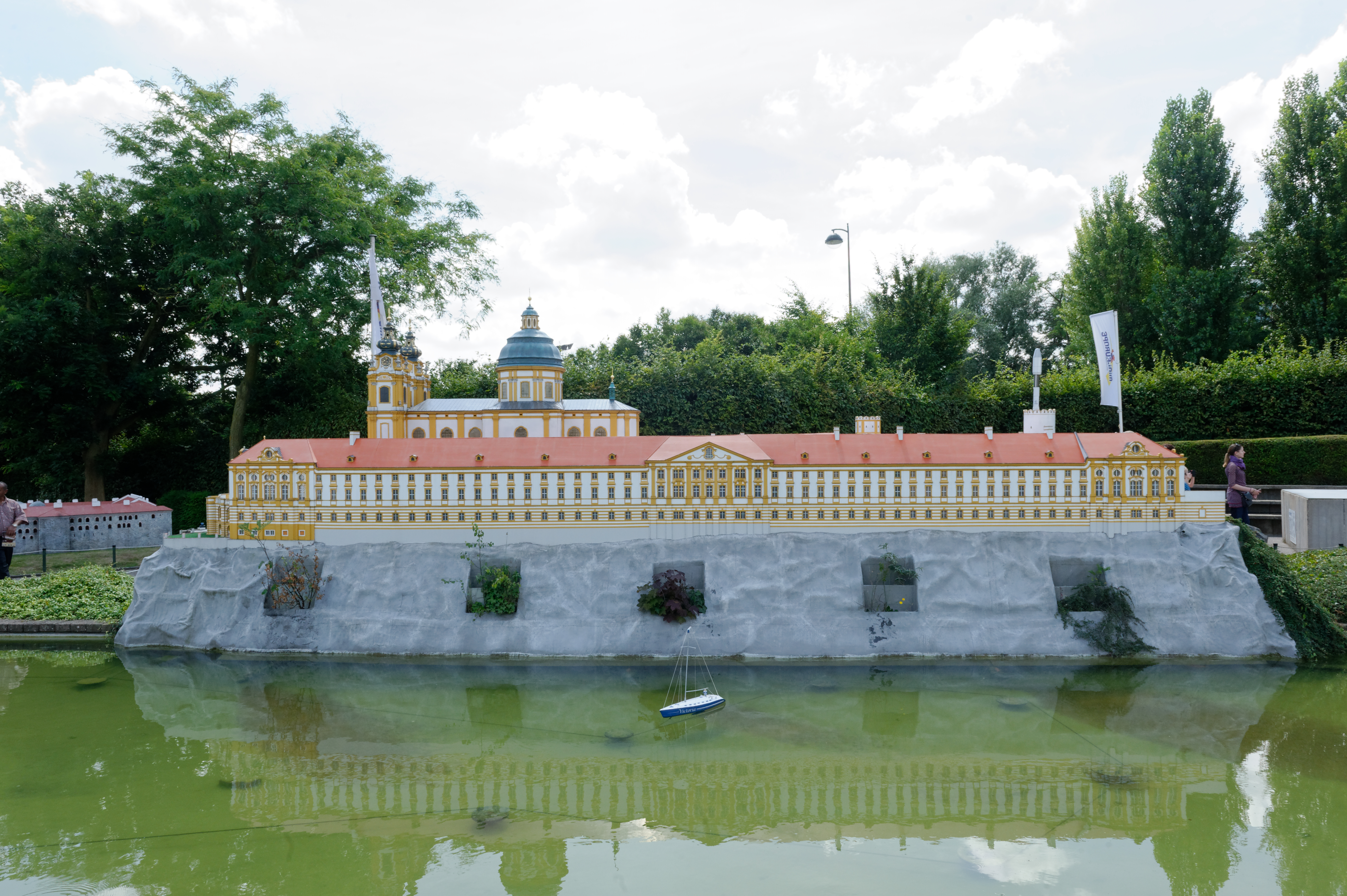
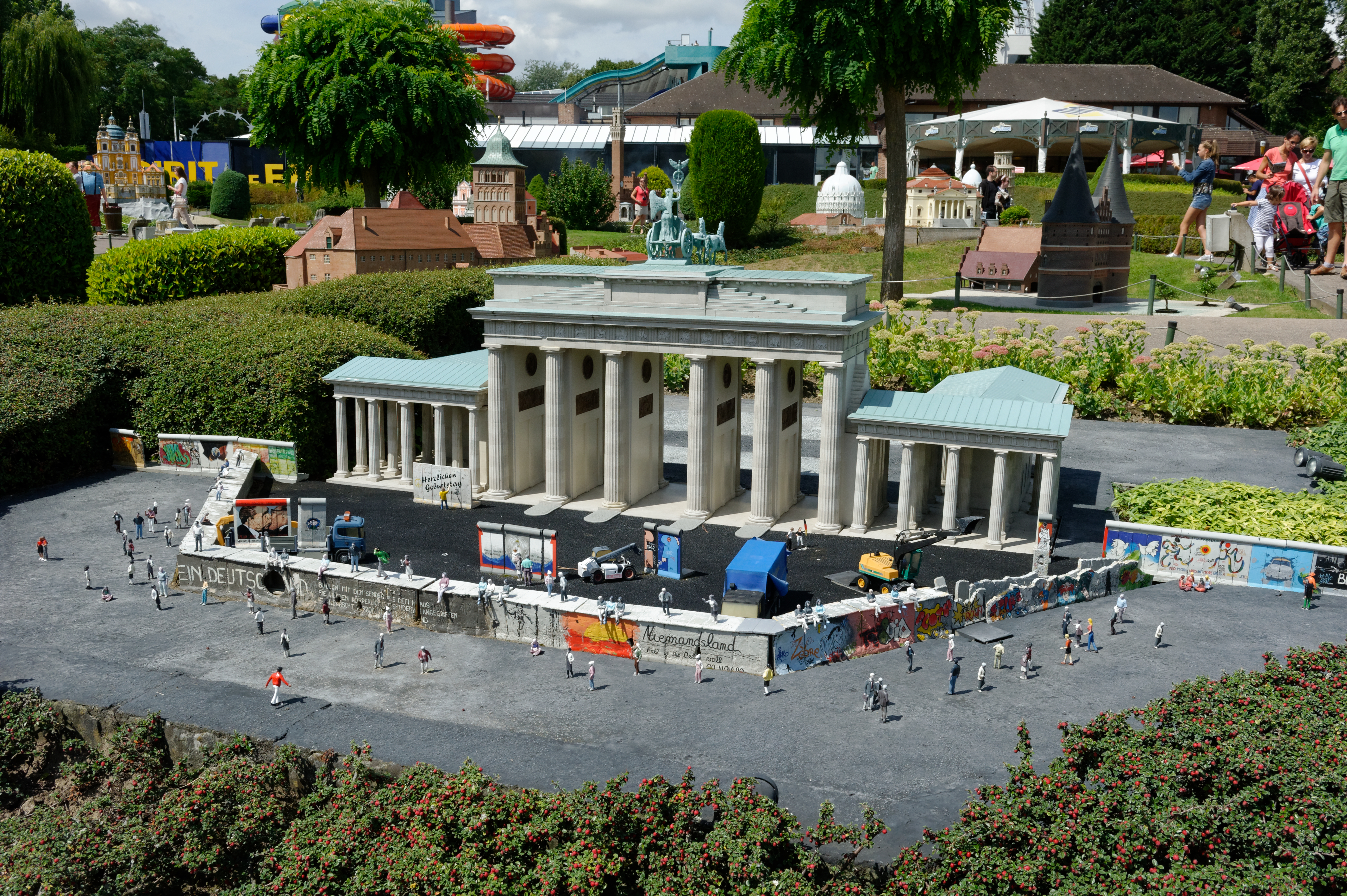
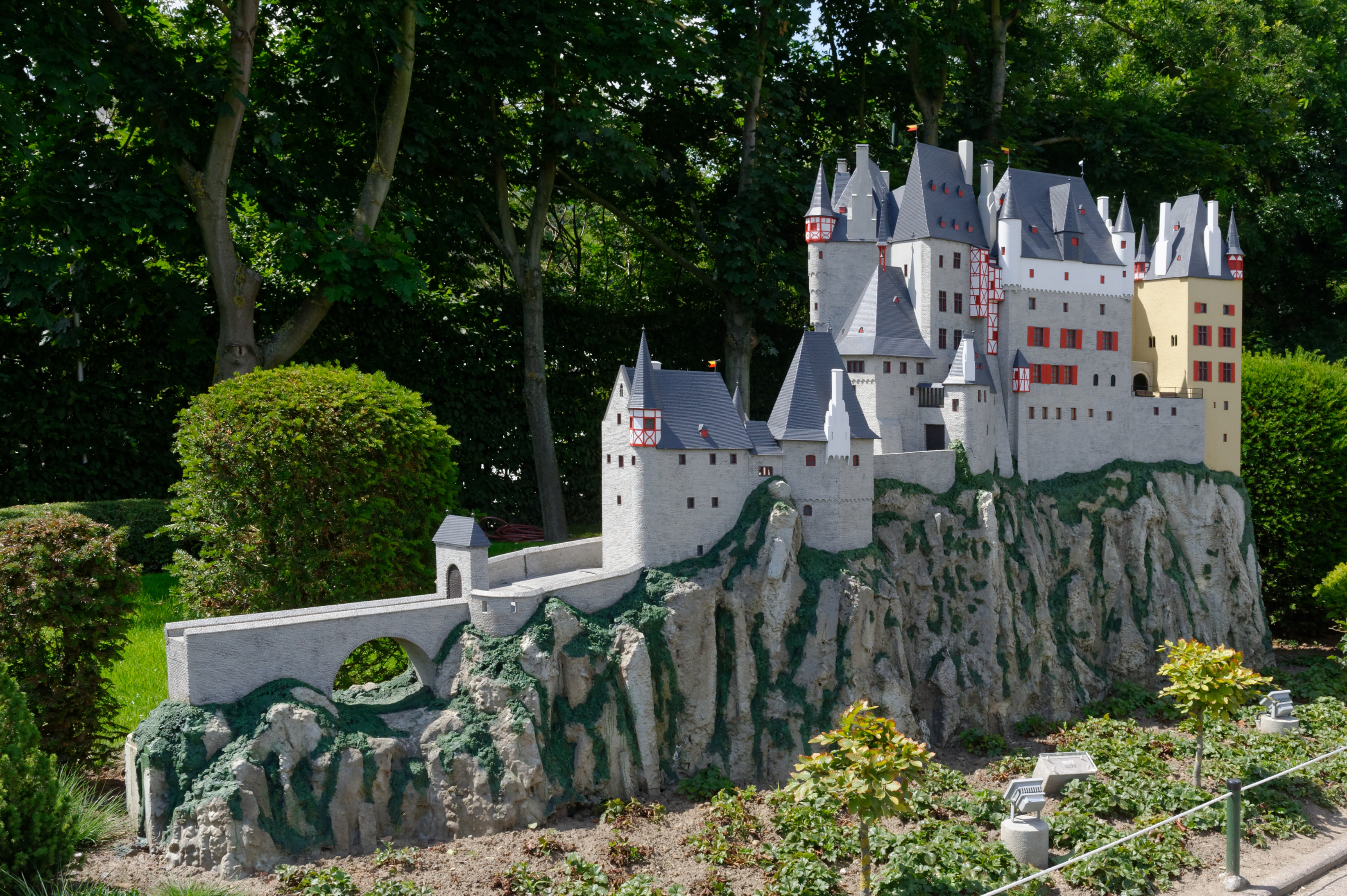
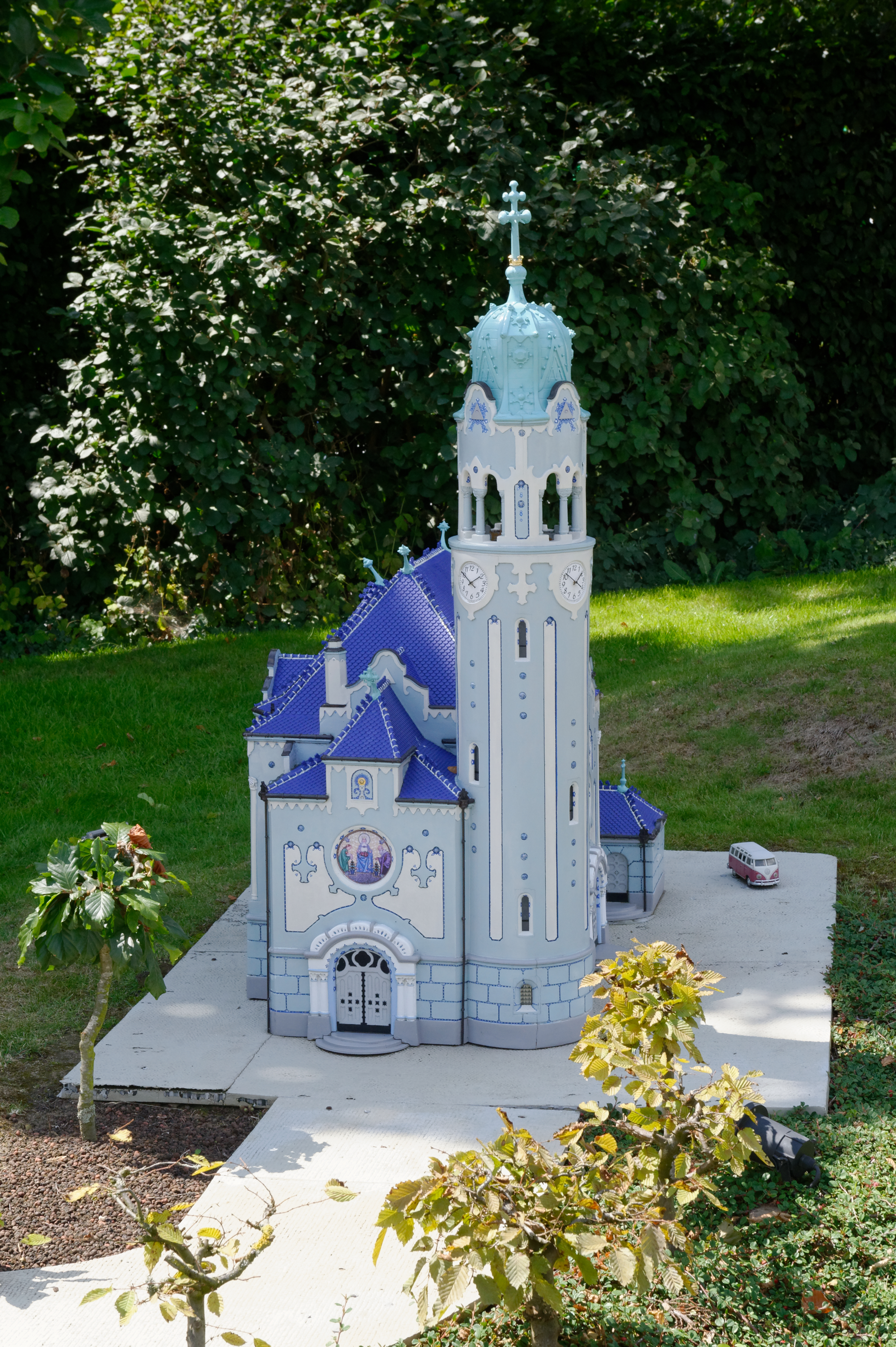
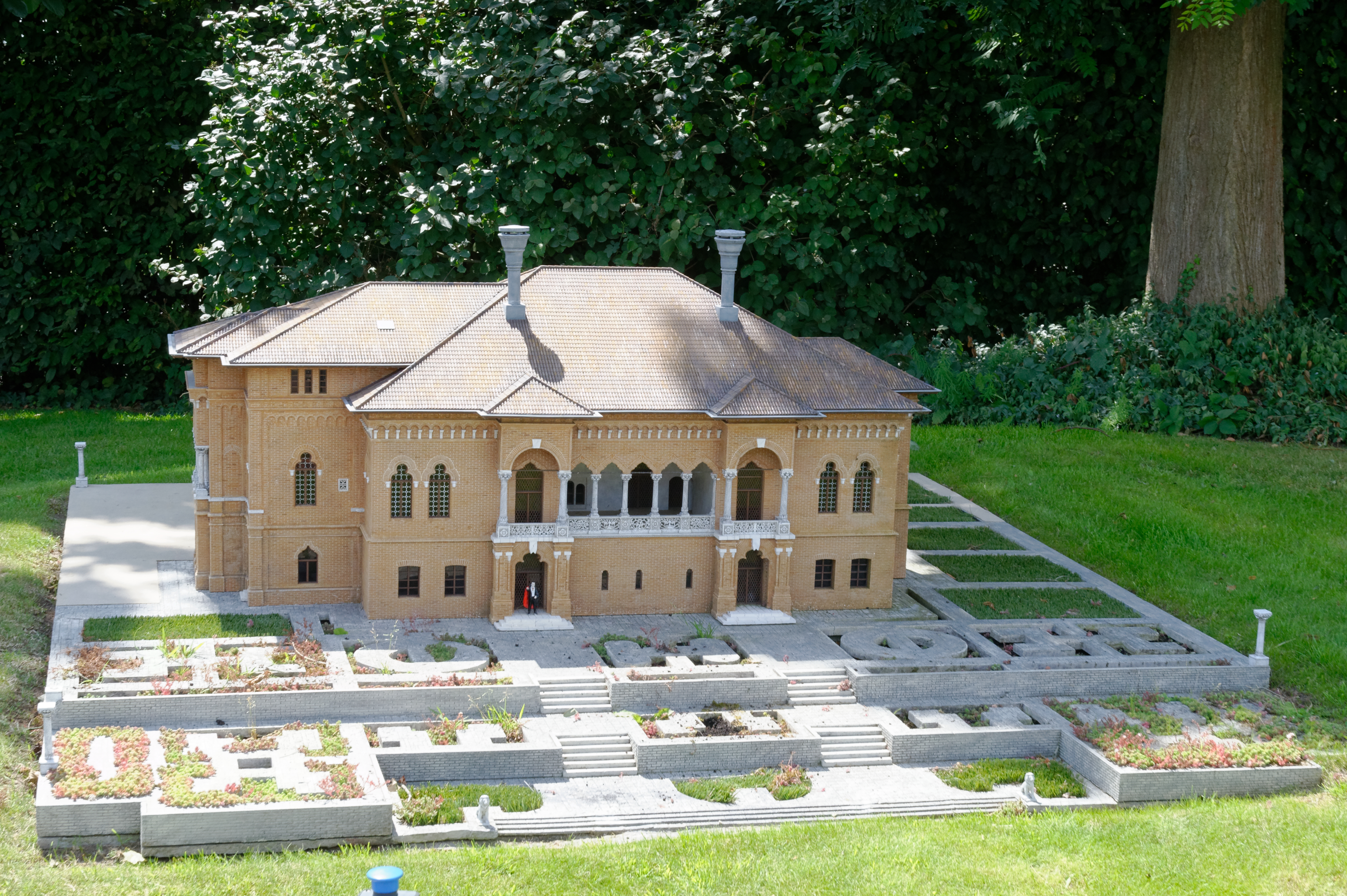
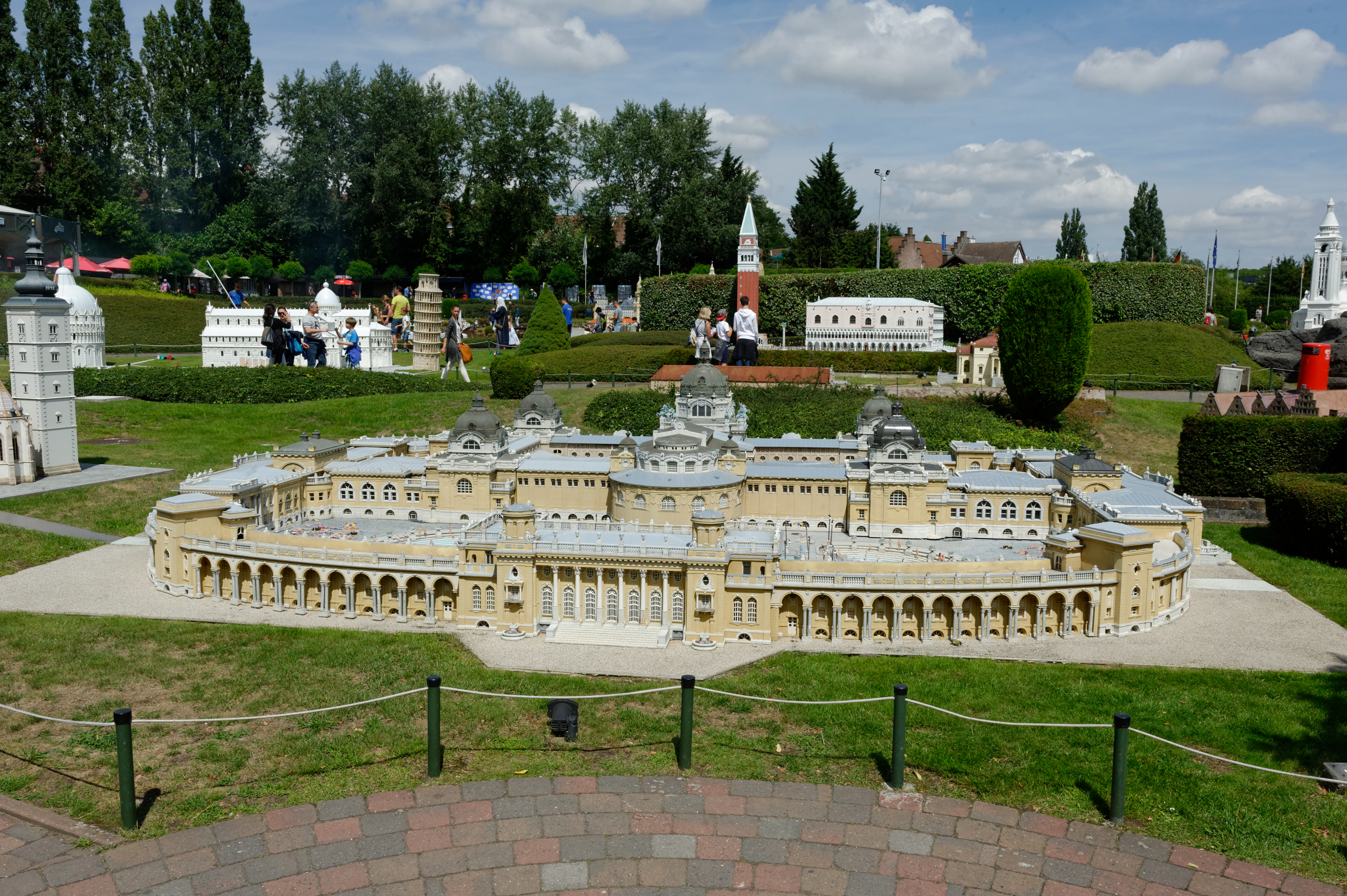
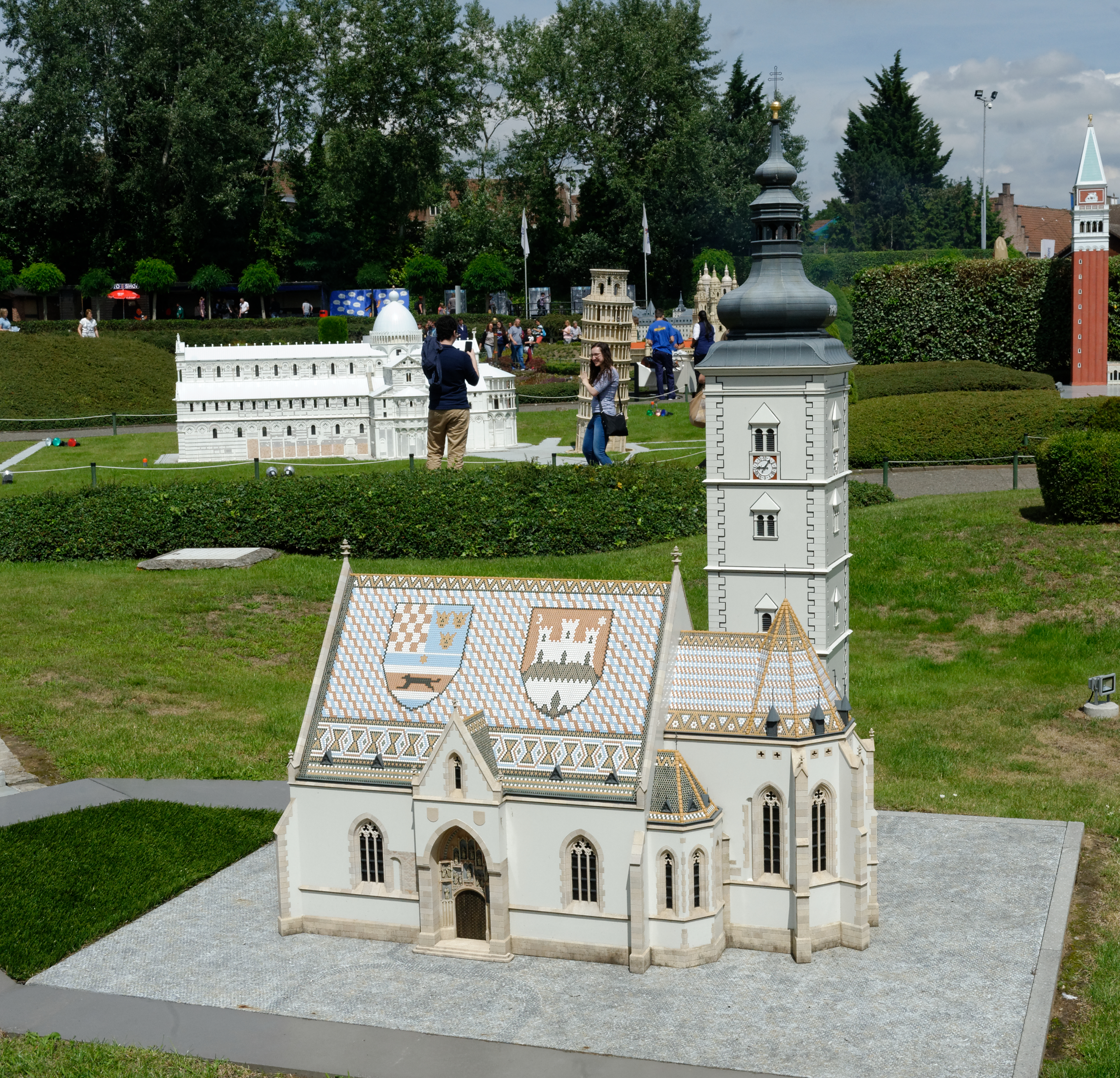

## 外部連結
- 官方網站 （页面存档备份，存于）